# Hazrati Sjoh
De Hazrati Sjoh (Tadzjieks: Ҳазрати Шоҳ), ook Hozretisji (Russisch: Хозретиши) genoemd, is een bergketen in het zuiden van Tadzjikistan, die onderdeel vormt van het Pamirgebergte. De bergketen loopt parallel aan westelijke deel van de bergketen Darvoz. De bergketen loopt van het noordoosten naar het zuidoosten over een lengte een lengte van ongeveer 55 kilometer. De hoogste piek is de gelijknamige bergtop Hazrati Sjoh of (Russisch) Chazretisji (4095,5 meter).
De Hazrati Sjoh is opgebouwd uit conglomeraten. Op de berghellingen groeit steppevegetatie, waaronder struiken. De zuidelijke hellingen vormen sinds 1983 onderdeel van het 19.000 hectare grote natuurreservaat Dasjtidzjoemas. Aan de voet van het gebergte ligt de stad Kölob.